# サム・ヌジョマ
サミュエル・ダニエル・シャフィーシュナ・“サム”・ヌジョマ（英語: Samuel Daniel Shafiishuna "Sam" Nujoma, 1929年5月12日 - 2025年2月8日）は、ナミビアの政治家。
南アフリカ統治下の南西アフリカで、南西アフリカ人民機構の初代議長としてナミビア独立戦争（1966年 - 1990年）を指導していた。ナミビア独立闘争における英雄で、独立後は初代大統領に選ばれた。

## 略歴
1929年5月12日、南アフリカ連邦委任統治領南西アフリカ、北西部（現在のオムサティ州）のEtunda村に生まれる。
1964年、中国の南京陸軍指揮学院に留学して軍事訓練を受ける。
1990年3月、ナミビア独立と共に初代大統領に就任。1995年3月再選。
2005年3月にヒフィケプニェ・ポハンバ2代目大統領が就任し、引退。
2025年2月8日、ウィントフックで死去。95歳没。